# Aiguille de Toula
L'Aiguille de Toula (3.538 m s.l.m. - detta anche Aiguille de Toule o Aiguille des Toules) è una montagna del Massiccio del Monte Bianco. Si trova lungo la linea di confine tra l'Italia e la Francia e lungo lo spartiacque del massiccio.

## Toponimo

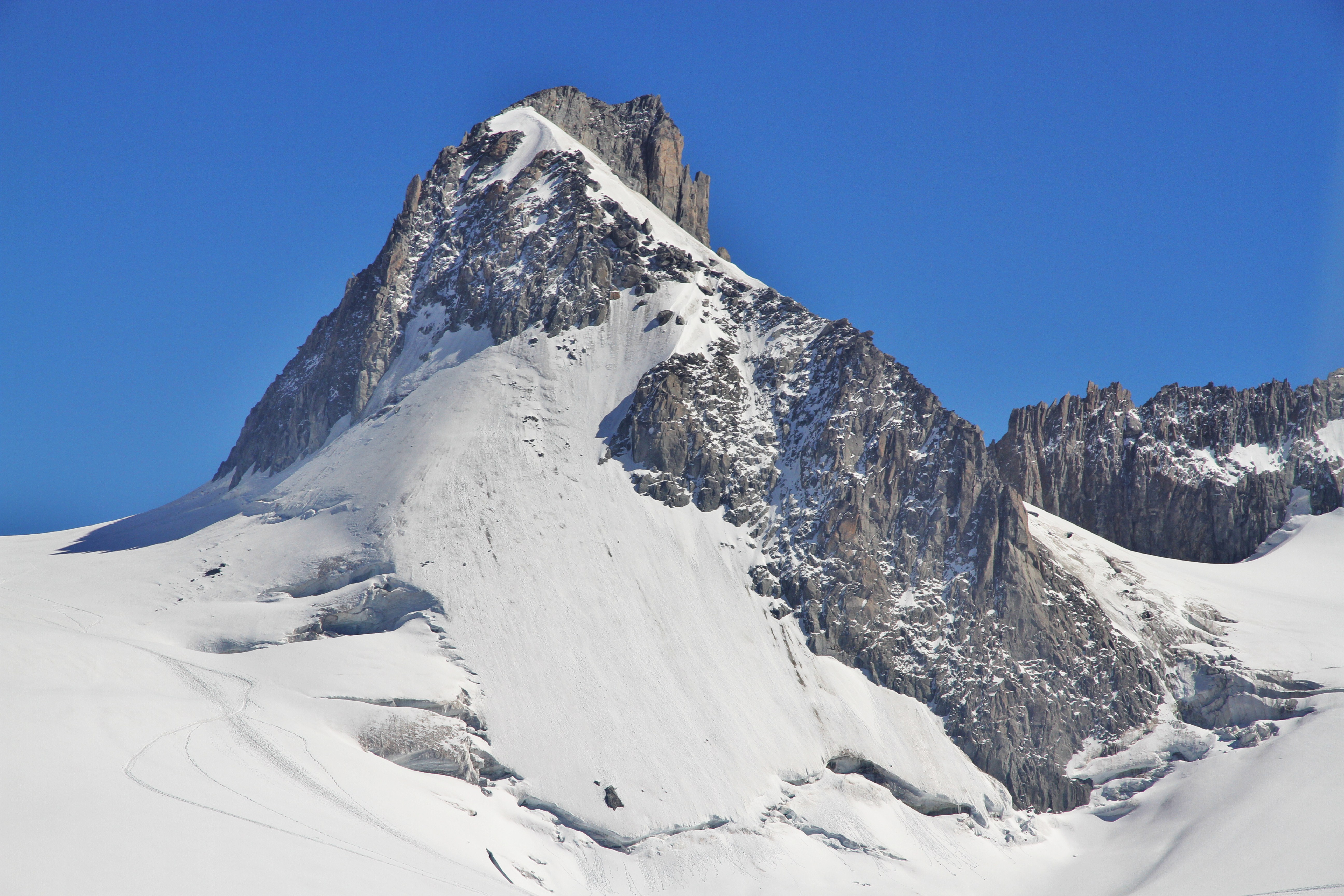
La montagna.

Nel dialetto locale toula (ed il suo plurale toules) significa prato, pascolo di forma rettangolare. Sul versante italiano e separati da una fascia rocciosa vi sono le Toules d'amon (pascoli a monte) e le Toules desò (pascoli di sotto).

## Salita alla vetta
Data la vicinanza alla Punta Helbronner, dove arriva la Funivia dei Ghiacciai, la vetta della montagna è raggiungibile in modo relativamente agevole.